# Grézieux-le-Fromental
Grézieux-le-Fromental là một xã trong tỉnh Loire miền trung nước Pháp.